# محمد كوفي
محمد كوفي (بالفرنسية: Mohamed Koffi) ،لاعب كرة قدم بوركينابي دولي معتزل من مواليد 30 ديسمبر 1986 ببوركينا فاسو. يلعب لصالح نادي البنك الأهلي المصري

## مسيرته الرياضية

### نادي الزمالك
أحرز هدفه الأول مع الزمالك أمام نادي اتحاد الشرطة في الدوري المصري الممتاز يوم 28 مايو 2015.
أعاره الزمالك إلى نادي الاتفاق السعودي عام 2016 ، وفي 5 سبتمبر أعلن نادي الزمالك انتقاله إلى المصري البورسعيدي لمدة موسمين ولعب في نادي الكوكب.

## روابط خارجية
- محمد كوفي على موقع الاتحاد الدولي (مؤرشف)  (الإنجليزية)
- محمد كوفي على موقع قاعدة بيانات كرة القدم.إي يو (الإنجليزية)
- محمد كوفي على موقع ناشيونال فوتبول تيمز (الإنجليزية)
- محمد كوفي على موقع Soccerway.com (الإنجليزية)
- محمد كوفي على موقع عالم كرة القدم.نت (الإنجليزية)
- محمد كوفي على موقع كووورة